# Сыновья (фильм, 2006)
«Сыновья» (норв. Sønner) — первый полнометражный фильм норвежского режиссёра Эрика Рихтера Страндта. Международная премьера состоялась в 2006 году на кинофестивале в Сан-Себастьяне в секции Zabaltegi. Действие картины разворачивается вокруг конфликта между растлителем мальчиков-подростков и его жертвами («сыновьями»). 

## Сюжет
25-летний Ларс работает спасателем в общественном бассейне на окраине Осло. В отличие от своего друга и коллеги Йёргена и начальницы Ани, которые ждут ребёнка и собираются пожениться, он не вступает в отношения. На работе он сталкивается с 14-летним Тимом, когда тот вместе с приятелями подглядывает за женщинами в душевой, а затем пытается сбежать.
Однажды Ларс узнаёт в одном из посетителей Ханса, мужчину с давней репутацией грумера мальчиков-подростков, которого он не видел более 10 лет. Ларс решает «отвадить» его от бассейна, чтобы Ханс не мог знакомиться там с новыми мальчиками. Он замечает, как в машину к Хансу ныряет подросток, которым оказывается Тим. Прихватив с собой камеру, Ларс следует за ними. Ему удаётся застукать Ханса с Тимом и снять компрометирующее видео. Поначалу он планирует показать запись Ане, но та не хочет его слушать. Они ругаются, и Ларс уходит с работы. Йёрген поддерживает его в стремлении разобраться с Хансом, но отказывается помочь. Ларс начинает шантажировать Ханса. Он наведывается к нему в квартиру, где ищет откровенные фото, которые, как он знает, делает Ханс. Забрав к себе домой системный блок от его компьютера, Ларс находит на нём именные папки с фотографиями жертв Ханса, в том числе Йёргена, себя самого и знакомого журналиста Йоакима. Ему он относит запись с Хансом и Тимом и уговаривает её опубликовать. Йоаким выпускает разоблачающий репортаж — лица на видео в нём небрежно заблюрены. Напившийся на вечеринке Тим ночует у Ларса, а Ларс уходит спать к своей соседке Норунн, но сбегает, когда та предлагает ему заняться сексом.
История активно распространяется в СМИ. Ларсу и Тиму, с подачи Йоакима окрещённым группой «Антипедо», пишут жертвы других растлителей. Прочитав письмо 12-летнего мальчика, Тим рвётся припугнуть его обидчика, но Ларс выступает резко против. Тогда Тим убегает и, прихватив с собой приятеля и биту, сам отправляется по адресу из письма. Ларс просит помощи у Йёргена, и они едут искать Тима. Проникнув в дом преступника, Тим застаёт того с ребёнком. Мужчина набрасывается на Тима, но Ларс успевает прийти ему на помощь. Ларс и Тим сбегают до появления полиции, и подросток исчезает. Друзья находят его у Ханса, который убеждает Тима больше не общаться с Ларсом. Ханс настаивает, что им троим нравилось то, что он с ними делал. Тим срывается и пробует выстрелить в него, не сняв пистолет с предохранителя. Ларс обещает Хансу, что сдаст его полиции, и они с Тимом и Йёргеном уезжают.

## В ролях
- Нильс Йорген Каалстад[2] — Ларс
- Миккель Братт Сильсет[англ.] — Тим
- Эдвард Шультхайсс[норв.] — Йёрген
- Хенрик Местад[англ.] — Ханс
- Ингрид Бульсё Бердал — Норунн
- Марика Энстад[норв.] — Аня
- Йоаким Даниель Рафаельсен[норв.] — Йоаким
- Анна Баке-Вииг[англ.] — Хейди, мать Тима

## Создание
Идея для сценария впервые возникла у Томаса Сееберга Торьюссена в 2002 году, когда он готовил дипломный проект в Норвежской национальной киношколе в Лиллехаммере, где вместе с ним учились Эрик Рихтер Страндт и продюсер фильма Эрик Вогель. Позднее, работая тележурналистом, Торьюссен начал освещать тему мужской проституции среди подростков, что побудило его переписать сценарий исходя из сделанных им интервью. Производством ленты занялась основанная Страндтом и Вогелем кинокомпания Tordenfilm. Для режиссёра Страндта и большей части актёрского состава «Сыновья» стали дебютом в полнометражном кино.

## Восприятие
Кинокритик NRK Хелен Де Беллис присудила фильму 4 очка из 6 по норвежской шкале Terningkast (с норв. — «Бросок кости»), назвав его не вполне зрелым и излишне схематичным, но многообещающим дебютом. Среди сильных сторон картины она отметила нюансированное изображение мужчины-педофила и отношений между обидчиком и жертвой, а также сильную игру актёров во главе с Нильсом Йоргеном Каалстадом и Хенриком Местадом. 
Обозревательница газеты Dagbladet Ингер Бентсруд похвалила фильм за то, что, несмотря на провокационную тему, он сумел не скатиться в социальную порнографию. Также указав на вдумчивый подход к взаимоотношениям главных героев, она подытожила: «Эта дебютная работа демонстрирует смелость и социальную вовлечённость».
| Год  | Фестиваль / Премия                                | Категория                          | Номинант(ы)                                             | Результат |
| ---- | ------------------------------------------------- | ---------------------------------- | ------------------------------------------------------- | --------- |
| 2006 | Международный кинофестиваль Мангейм — Гейдельберг | Приз Райнера Вернера Фассбиндера   | Эрик Рихтер Страндт                                     | Победа    |
| 2006 | Международный кинофестиваль Мангейм — Гейдельберг | Главный приз Мангейма-Гейдельберга | Эрик Рихтер Страндт                                     | Номинация |
| 2006 | Таллиннский кинофестиваль «Тёмные ночи»           | Гран-при                           | Эрик Рихтер Страндт                                     | Номинация |
| 2006 | Таллиннский кинофестиваль «Тёмные ночи»           | Премия «Дон Кихот»                 | Эрик Рихтер Страндт                                     | Победа    |
| 2007 | Международный кинофестиваль в Сиэтле              | New Director's Showcase Award      | Эрик Рихтер Страндт                                     | Победа    |
| 2007 | Кинопремия «Аманда»                               | Лучший фильм                       | «Сыновья»                                               | Номинация |
| 2007 | Кинопремия «Аманда»                               | Лучший режиссёр                    | Эрик Рихтер Страндт                                     | Номинация |
| 2007 | Кинопремия «Аманда»                               | Лучший сценарий                    | Эрик Рихтер Страндт Томас Сееберг Торьюссен             | Номинация |
| 2007 | Кинопремия «Аманда»                               | Лучший актёр второго плана         | Хенрик Местад                                           | Победа    |
| 2007 | Кинопремия Северного совета                       | Лучший фильм                       | Эрик Рихтер Страндт Томас Сееберг Торьюссен Эрик Вогель | Номинация |
| 2007 | Кинофестиваль «Косморама»                         | Лучший режиссёр                    | Эрик Рихтер Страндт                                     | Номинация |
| 2007 | Кинофестиваль «Косморама»                         | Лучший оригинальный сценарий       | Томас Сееберг Торьюссен Эрик Рихтер Страндт             | Номинация |
| 2007 | Кинофестиваль «Косморама»                         | Лучший актёр                       | Нильс Йорген Каалстад                                   | Номинация |
| 2007 | Кинофестиваль «Косморама»                         | Лучший актёр второго плана         | Хенрик Местад                                           | Победа    |